# 2004년 한화 이글스 시즌
2004년 한화 이글스 시즌은 한화 이글스가 KBO 리그에 참가한 11번째 시즌으로, 빙그레 이글스 시절까지 합하면 19번째 시즌이다. 유승안 감독이 팀을 이끈 마지막 시즌으로, 이영우가 주장을 맡았는데  2002년 11월부터 2년 계약으로 취임한 유승안 감독이 의욕적으로 세대교체에 나섰음에도 노장 선수들을 지나치게 외면한 탓인지 팀은 8팀 중 정규시즌 7위에 그쳐 3년 연속으로 포스트시즌 진출에 실패했으며 유승안 감독은 2년 계약 종료로 자연스럽게 물러났고 김인식 전 두산 감독이 후임으로 취임했다.
한편,  김인식 감독 부임 과정에서 OB 베어스 선수단 집단 이탈 사건의 주동자로 낙인찍혔음에도 1995년 우승에 기여를 했지만 1996년 허리부상으로  인해 어렵게 잡은 주전 자리를 빼앗겼고 설상가상으로 1998년 입단한 우즈 때문에  주전 입성에 실패했으며 급기야 이중계약으로 인해 영구제명을 먹었던 강혁이 제명에서 풀려 1루수 자리에서 밀려난 데다 지명타자 자리도 기존의 이도형 최훈재 (99년 해태에서 이적)가 있어 자리를 못 잡았으며   엎친 데 덮친 격으로 1999년 말 선수협 파동까지 겹쳐 동계훈련에 빠진데 이어 2군생활을 전전해 김인식 감독으로부터 미움을 사 2000년 6월 한화 유니폼을 입었던 김종석 등이 옷을 벗었다.

## 타이틀
- KBO 사랑의 골든글러브: 송진우
- 제일화재 프로야구대상 기량발전상: 이범호
- 올스타 선발: 송진우 (투수)
- 올스타전 추천선수: 신경현, 이범호, 이영우
- 스포츠조선 선정 프로야구 역대 용병 베스트10: 엔젤 (포수)
- 컴투스프로야구 레전드 카드: 이영우
- 출장(타자): 이범호 (133)
- 2루타: 이범호 (35)
- 장타: 이범호 (61)

### 퓨처스리그
- 남부리그 타석: 이양기 (270)
- 남부리그 타수: 이양기 (242)
- 완투: 신주영, 윤경영 (1)

## 선수단
- 선발투수: 송진우, 송창식, 김해님, 문동환, 정민철
- 구원투수: 최영필, 정병희, 마정길, 오봉옥, 차명주, 박정진, 문용민, 신주영, 지연규, 고상천, 유영민, 유혜정, 김창훈, 한용덕, 조규수, 정재원
- 마무리투수: 권준헌, 윤규진, 조영민, 안영명, 윤경영
- 포수: 신경현, 이도형, 심광호, 이송영, 박노민
- 1루수: 김태균
- 2루수: 임수민, 권영근, 맹진국, 김승권, 황우구, 백재호
- 유격수: 이범호, 이창훈, 한상훈
- 3루수: 디아즈
- 좌익수: 이영우, 이상현, 최민준, 조윤채
- 중견수: 데이비스
- 우익수: 고동진, 신종길, 최진행, 이양기, 김수연, 임재철
- 지명타자: 엔젤, 장종훈, 김종석, 조문기, 조현수

## 여담
- 엔젤은 4월 24일 삼성 라이온즈와의 경기에 포수로 출전하여 KBO 리그 사상 최초로 포수로 출전한 외국인 선수가 되었다. 다만 KBO 리그에서의 주포지션은 지명타자였으며, 가끔 포수, 1루수, 3루수로 출전했다.
- 5월 5일 KIA 타이거즈와의 경기가 15대 15로 끝나, KBO 리그 사상 최다 득점 무승부 경기로 기록되었다.
- 고상천은 KBO 리그 역대 최초로 단일 시즌 잔루율 -100%를 기록했다.
- 최진행은 이 시즌 1군에 데뷔하여 KBO 리그 역대 1군 출전 선수 중 첫 우송대학교 출신 타자가 되었다.
- 김종석은 이 시즌을 끝으로 은퇴하여 KBO 리그 통산 3000타석 미만 타자 중 통산 최저 수비 WAR(-7.41)로 은퇴한 타자가 되었다.
- 이 시즌 팀은 1년 동안의 누적 관중이 128387명에 그쳐 코로나19 기간을 제외하고 구단 사상 단일 시즌 최소 관중 기록을 세웠다.
- 디아즈는 이 시즌을 끝으로 KBO 리그를 떠나 KBO 리그 외국인 타자 통산 포스트시즌 최다 희생타(2) 기록을 세웠다.